# El Tabelo
El Tabelo o también llamado San José del Tabelo, es un pueblo del municipio de Álamos ubicado en el sureste del estado mexicano de Sonora cercano a los límites divisorios con los estados de Chihuahua y Sinaloa. Según los datos del Censo Poblacional y de Vivienda realizado en 2020 por el Instituto Nacional de Estadística y Geografía (INEGI), El Tabelo (San José del Tabelo) tiene un total de 178 habitantes. Fue fundado en el año de 1690 por el capitán José de Esquirria.